# În numele poporului italian

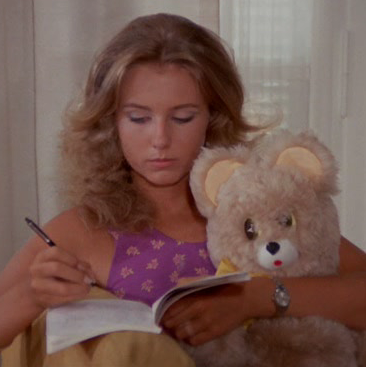
Ely Galleani într-o scenă din filmul În numele poporului italian (1971)

În numele poporului italian (titlul original: în italiană In nome del popolo italiano) este un film de comedie dramatică italian, realizat în 1971 de regizorul Dino Risi, protagoniști fiind actorii Ugo Tognazzi, Vittorio Gassman, Ely Galleani și Yvonne Furneaux. Acesta din urmă încearcă prin toate mijloacele să profite de harurile bune ale judecătorului.

## Rezumat
Judecătorul Bonifazi este un slujitor cu respect al justiției. El a aruncat în aer construcții ilegale de clădiri, mănâncă modest și conduce o motoretă. În timp ce investighează moartea unei tinere, dă peste industriașul Santenocito, care nu ia foarte în serios reglementările legii și a cărui fabrică poluează apele. Se pare că Santenocito a avut o relație cu victima. Când este chestionat în legătură cu o petrecere privată, industriașul este perplex. Nu are un alibi pentru seara cu pricina. Încearcă fără succes să-l convingă pe judecător în mod retoric, să-l mituiască și să-i amenințe relațiile cu autoritățile de rang înalt. Vrea să construiască un complex hotelier pe un șantier care a fost recent obiectul unui incendiu. Într-o discuție confidențială cu avocatul său, el explică că doar a condus-o pe tânăra femeie la apartamentul ei și că a inspectat imobilul incendiat în restul nopții.
Pentru a nu fi nevoit să dezvăluie acest lucru în instanță, el determină un antreprenor în dificultate să facă declarații false în schimbul unui împrumut. Având în vedere alibiul existent, Bonifazi este dispus să închidă cazul, dar verifică în continuare acuratețea alibiului. Se dovedește a fi fals, iar Santenocito este închis. Judecătoarea primește caietele ei de la o școală pe care a urmat-o tânăra, care stau mărturie despre ultimele ei săptămâni. Aceasta arată că ea și-a provocat propria moarte și că nu a existat nicio crimă. Bonifazi este martor la bucuria nebună a populației după ce a câștigat un meci de fotbal și aruncă în foc caietele de disculpare.

## Distribuție
- Ugo Tognazzi – Mariano Bonifazi
- Vittorio Gassman – Lorenzo Santenocito
- Ely Galleani – Silvana Lazzorini
- Yvonne Furneaux – Lavinia Santenocito
- Enrico Ragusa – Riziero Santenocito
- Renato Baldini – contabilul Cerioni
- Checco Durante – Pieronti
- Franco Angrisano – Colombo
- Pietro Tordi – profesorul Rivaroli
- Michele Cimarosa – mareșalul Casciatelli
- Simonetta Stefanelli – Giugi Santenocito
- Paolo Paoloni – șeful clinicii
- Piero Nuti – avocatul lui Santenocito
- Franca Scagnetti – chelnerița Silvanei Lazzaretti
- Rossella Bergamonti – Flora
- Giordano Falzoni – colegul judecător al lui Bonifazi